# The Quest (seconda edizione)
La seconda edizione di The Quest (sottotitolata in italiano L'impresa dei Paladini) è stata resa disponibile sulla piattaforma online Disney+ dall'11 maggio 2022.

## Sinossi
(Sinossi ufficiale)

## Cast

### Paladini
| Nome    | Età1 | Città                     | Posizionamento |
| ------- | ---- | ------------------------- | -------------- |
| Holden  | 16   | Northridge – California   | Vincitore      |
| Toshani | 14   | Schenectady – New York    | 2º             |
| David   | 14   | Waldorf – Maryland        | 3º             |
| Serean  | 14   | Tenino – Washington       | /              |
| Myra    | 16   | Queens – New York         | /              |
| Shaan   | 13   | San Ramon – California    | /              |
| Ava     | 14   | Northwood – New Hampshire | /              |
| Caden   | 16   | Sugar Land – Texas        | /              |

 1 L'età dei concorrenti si riferisce all'anno della messa in onda del programma.

### Personaggi di Everealm
- Mila, interpretata da Emily Gateley.
- Principe Emmett, interpretato da Braeden De La Garza.
- Principessa Adaline, interpretata da Racquel Jean-Louis.
- Principe Cederic, interpretato da Elliott Ross.
- Dravus, interpretato da Harry Aspinwall e doppiato in italiano da Stefano Brusa.
- Strega Tavora, interpretata da Mel Mehrabian.
- Re Silas, interpretato da Kerwin Thompson e doppiato in italiano da Paolo Marchese.
- Generale Kane, interpretato da Frederic Winkler.
- Ramus, interpretato da Jarod Lindsey.
- Talmuh, una delle tre Parche, interpretata da Nandi Chapman e doppiata in italiano da Emanuela Damasio.
- Karu, una delle tre Parche, interpretata da Louise Lagana.
- Solas, una delle tre Parche, interpretata da Sajel Oh.
- Dragior, interpretato da Dane DiLiegro.
- Re Magnus, interpretato da Keith G. Brown.

## Episodi
| nº | Titolo originale        | Titolo italiano           | Pubblicazione Disney+ |
| -- | ----------------------- | ------------------------- | --------------------- |
| 1  | Strangers Arrives       | L'arrivo degli stranieri  | 11 maggio 2022        |
| 2  | The Weight of the World | Il peso del mondo         | 11 maggio 2022        |
| 3  | Wise as a Serpent       | Prudente come un serpente | 11 maggio 2022        |
| 4  | Keys to the Kingstone   | Chiavi per Kingstone      | 11 maggio 2022        |
| 5  | Tavora Is Coming        | L'arrivo di Tavora        | 11 maggio 2022        |
| 6  | Betrayal From Within    | Tradimento dall'interno   | 11 maggio 2022        |
| 7  | A Light in the Darkness | Una luce nell'oscurità    | 11 maggio 2022        |
| 8  | The One True Hero       | L'Unico Vero Eroe         | 11 maggio 2022        |

## Svolgimento

### Episodio 1 -L'arrivo degli stranieri
- Titolo originale: Strangers Arrives

Re Magnus, sovrano del regno di Sænctum, viene fatalmente colpito durante una combattimento contro la malvagia strega Tavora, che minaccia di conquistare l'intera terra di Everealm. Prima di morire il re stringe a sé la Corona Divina, tramite la quale le tre Parche convocano dal nostro mondo otto ragazzi, tra i quali si cela colui che è destinato a sconfiggere Tavora. Mila, membro della guardia di Runa, promette al re morente di consegnare la corona ai suoi figli.
Intanto, nella roccaforte del regno di Oraa, la morte di Re Magnus e l'impressionante avanzata di Tavora viene scoperta dalle persone più vicine al sovrano: i suoi tre figli Adaline, Emmett e Cederic, suo fratello Re Silas e il mago di corte Dravus. Quest'ultimo propone di contrastare Tavora e la sua Legione Oscura sfruttando la magia maligna delle Profondità. La loro discussione viene interrotta da Mila, la quale riferisce il messaggio di Re Magnus e li informa dell'imminente arrivo di otto stranieri con il compito di ristabilire la Corona, per mezzo della quale l'Unico Vero Eroe (che dimostrerà di essere degno del potere delle Parche) sconfiggerà Tavora.
Gli otto ragazzi — Myra, Toshani, Holden, Caden, Ava, Shaan, David e Serean — (trasportati a Everealm dagli Stati Uniti d'America) vengono scortati nella sala del trono, dove Re Silas dichiara che lasceranno che siano le Parche, nuovamente apparse dopo migliaia di anni, a stabilire se sono veramente degni del compito che li aspetta. L'intero gruppo si reca quindi al Tempio delle Parche, dove vengono accolti da Talmuh. Quest'ultima dichiara che, separata dalle Gemme della Virtù, la Pietra del Re ha perso il suo potere, questo perché a causa dell'avidità gli antenati dei reali spezzarono il legame tra Everealm e le Parche: per tale ragione, nessuno nato in questo reame può recuperare le pietre, e solo un eroe proveniente da un altro mondo sarà in grado di riallacciare il sacro legame. Dopo aver reclamato le quattro Gemme della Virtù, esse dovranno essere riposizionate nella Corona Divina; Talmuh premierà i loro risultati con dei talismani, che sono vitali perché solo uno di loro verrà proclamato Unico Vero Eroe, meritevole di recuperare la Pietra del Re. In caso di fallimento, il delicato legame che regge questa magica terra sarà perso per sempre, e il potere di Tavora si estenderà anche ad altri mondi, compreso quello dei ragazzi. Re Silas incarica Mila, nominata Oracolo da Talmuh, e Dravus (rammaricato per non essere stato scelto al suo posto) di seguire i ragazzi, ora chiamati Paladini, per provare il loro valore nelle prove che li attendono.
Il gruppo riceve un messaggio dalle Parche tramite una sfera luminosa donata a Mila: il primo Custode delle Gemme è arrivato e si tratta della Strega di Fortiteer, che possiede la Gemma del Coraggio e che vive in una foresta. La strega sottopone i Paladini a una prova: i ragazzi devono avventurarsi nelle oscure profondità della foresta per trovare delle pietre che li condurranno a un lago da dove, tirando alcune corde, recupereranno delle mappe che li porteranno verso una scatola piena di insetti e che contiene un artiglio. Recuperato l'uncino, David lo utilizza per estrarre la Gemma del Coraggio dal viso della strega, la quale li avverte che i peggiori Custodi delle Gemme devono ancora arrivare. Le Parche onorano David con un talismano e, dopo aver ricevuto i complimenti di Re Silas, il giovane ripone la Gemma del Coraggio nella Corona Divina.
Mentre i ragazzi festeggiano la loro prima vittoria, un'adirata Tavora giura ai suoi soldati che troverà gli eredi di Re Magnus da sola.

### Episodio 2 -Il peso del mondo
- Titolo originale: The Weight of the World

I Paladini vengono invitati a una cena della famiglia reale, dove gli eredi li informano che loro zio Re Silas è stato convocato presso un avamposto. Emmett chiede a Dravus di cedere il suo posto a Mila, l'unica ad essere rimasta in piedi, e il consigliere, seppur palesemente contrariato, si siede altrove tra i Paladini. La discussione tra i presenti viene interrotta dall'apparizione in cielo delle Sibilanti, spiriti-spie di Tavora che Mila aveva già avuto modo di vedere sul campo di battaglia. Mentre Mila prepara un piano con i Paladini, a dispetto di ciò Dravus sollecita gli eredi a richiamare Re Silas, ma sia Adaline che Emmett che Cederic — quest'ultimo abbastanza scettico sulle capacità dei Paladini — decidono che debba essere l'Oracolo, cioè Mila, a stabilire il da farsi, dopo di ché Adaline congeda Dravus. Mila incarica dunque i Paladini di trovare le Sibilanti sparse per il castello e di "accecarle", dato che emettono un'intensa luce verde, per poi gettarle in un pozzo, dandone infine una dimostrazione pratica con una Sibilante catturata mesi prima da una guardia di Oraa. Caden e Serean hanno trovato lo stesso numero di Sibilanti, ma poiché Caden è stato più veloce nell'eliminarle Mila gli dona un talismano per conto delle Parche; Dravus osserva la scena da lontano. Dopo una chiacchierata, Caden e Serean tornano dai compagni ma non si accorgono di una Sibilante nascosta tra due barili, che poco dopo vola via. Intanto, nella foresta di Marwood, Tavora apre un portale per le Profondità.
Re Silas torna a Oraa, ma è di cattivo umore e redarguisce i Paladini e Mila per aver difeso le mura, affermando che è un compito che spetta solamente ai soldati della Guardia di Oraa. Cederic e Adaline provano a difenderli, ma Re Silas dichiara che fintanto che vivranno a Oraa dovranno seguire le sue direttive. Adaline dice a Dravus che lui li ha delusi perché la sua magia si è rivelata debole e senza utilità proprio nel momento del bisogno, comparandolo ai Paladini; allora il mago domanda se i ragazzi, sebbene abbiano recuperato la prima Gemma, saranno in grado di affrontare gli altri mostri che Tavora ha portato nel regno. All'improvviso Cederic ed Emmett hanno un malore e sui loro corpi compaiono degli strani simboli, che grazie alla sfera luminosa Mila scopre essere provocati da una creatura apparsa nella foresta di Marwood e che possiede la Gemma della Forza. Mentre Mila e i Paladini si dirigono alla foresta, anche Adaline stramazza al suolo.
La creatura nella foresta è il demone Dragior del Monte Moldark, che sfida i Paladini a una prova di forza in cui ciascuno di loro deve sostenere un'asse su cui cadranno mano a mano delle pietre, in modo da impedire a una brocca legata a una corda di frantumarsi cadendo a terra. L'ultimo a resistere è David, che estrae la Gemma della Forza dal dorso della mano sinistra di Dragior; al contempo, Emmett, Adaline e Cederic tornano in salute. David viene onorato con un altro talismano e ripone la seconda Gemma nella Corona Divina. Dato che oltre a David anche Myra e Holden hanno resistito per più tempo, Re Silas li invita a visitare le catacombe del castello, dove potranno apprendere informazioni interessanti da condividere con gli altri Paladini. La corte apprende che il regno di Darvia, una delle ultime linee difensive di Oraa, è caduta, e che perciò solo il regno di Austeer si frappone tra la Legione Oscura e il regno di Oraa. Nelle catacombe i ragazzi trovano un baule da cui prendono delle pergamene che descrivono brevemente alcuni regni di Everealm, e da cui apprendono che Sænctum era il regno più potente di tutti ma che nonostante ciò è caduto per mano di Tavora. Quest'ultima viene raggiunta dalla Sibilante sfuggita ai Paladini, scoprendo che Oraa viene difesa anche da questi otto giovani stranieri; decide così di mandare il generale Kane e Ramus a parlare con Re Silas, approfittando del fatto che il sovrano è gentile, generoso e di buon cuore.

### Episodio 3 -Prudente come un serpente
- Titolo originale: Wise as a Serpent

Mentre i Paladini si esercitano con le armi, Mila ed Emmett si scambiano alcune parole. Poco dopo arrivano il generale Kane e Ramus che, spacciandosi per emissari della regina di Austeer, portano in dono uno Specchio Mistoniano, attraverso il quale Tavora può spiare ciò che accade. Re Silas rimane incantato dallo specchio e fa scortare i nipoti nella sala del trono, sebbene Dravus avesse in precedenza insistito sul fatto che fosse meglio tenerli nascosti. Dravus e Re Silas accettano l'alleanza con Austeer, ma Emmett è convinto che i due uomini stiano mentendo, così propone a Cederic, Adaline e Mila di scoprire la verità preparando un siero della verità magico, per la cui realizzazione avranno bisogno dell'aiuto dei Paladini. Una volta preparato l'Elisir della Verità con gli ingredienti trovati in vari punti del mercato, Shaan viene premiato con un talismano per aver dimostrato per primo spirito di iniziativa sotto pressione, poi il composto viene messo in due coppe da servire agli ospiti. Mila ed Emmett scoprono che lo specchio, creato con le sabbie di Sanar, veniva usato come portale.
Re Silas si appresta a firmare l'alleanza tra Austeer, Oraa e Sænctum, ma prima Emmett propone di fare un brindisi cerimoniale. Il siero fa effetto e i due intrusi confessano che è stata Tavora a mandarli da loro per ingannare Re Silas, che Tavora appartiene ai Ferali — con i quali condivide lo stesso potere — e che quando la strega vincerà, Everealm sarà ingoiata dalle Profondità. Kane e Ramus vengono quindi portati nelle segrete. In accordo con Mila ed Emmett, Re Silas dà ordine di disintegrare lo Specchio Mistoniano, dicendo a Dravus — che lo considera una reliquia — che è necessario perché entrambi sono stati quasi sedotti dallo specchio.
Il terzo Custode delle Gemme si è manifestato: è il Serpente delle Dune Soriane, che possiede la Gemma della Saggezza. Raggiunto il nascondiglio del Serpente, i Paladini vengono sottoposti a una prova che consiste nell'entrare ciascuno in una gabbia e uscirne aprendo una piccola porta chiusa con dei nodi, prima che una clessidra compia il suo ciclo. La prima a scogliere tutti i nodi e a uscire è Ava, che estrae la Gemma della Saggezza dalla fronte del Serpente. Mentre tornano al castello notano come vi sia un insolito silenzio, e trovano al mercato un decreto di Re Silas secondo cui nessun cittadino o visitatore di Oraa potrà percorrere quelle vie a piedi, e chi violerà questo decreto subirà punizioni pari a quelle di un traditore o di un ladro. Ava viene onorata con un talismano e ripone la Gemma nella Corona Divina.
Intanto Dravus, assente dalla notte precedente, si cruccia per essere passato dallo status di mago più potente a umile servo di un re inferiore. Nonostante ciò Dravus distrugge lo Specchio Mistoniano, ma Tavora lo ricompone pochi istanti dopo.

### Episodio 4 -Chiavi per Kingstone
- Titolo originale: Keys to the Kingstone

Dravus cerca di resistere agli intrighi di Tavora (che comunica con lui attraverso lo Specchio Mistoniano), ma la strega fa leva sulle sue insicurezze dicendogli che se passerà dalla sua parte otterrà finalmente il rispetto che merita. Intanto gli eredi intavolano una discussione su chi sia il più meritevole di governare, ed Emmett (che dopo aver bevuto per gioco il siero della verità rivela di essersi innamorato di Mila), da sempre molto riservato, sentendosi provocato da Adaline dà in escandescenze.
Il custode della Gemma della Resilienza è una troll, la Fanciulla Troll di Comharsa, che una volta Re Silas incontrò e dalla quale riuscì a fuggire solo grazie all'intervento delle Parche. La troll sfida i Paladini a rimanere su dei piedistalli evitando dei pali di legno che ruotano sempre più velocemente, e che sono agganciati attorno a un enorme cuore ricoperto di rami e radici. Serean resiste fino alla fine ed estrae la Gemma dal collo della troll. Ricevuto il talismano, Serean depone l'ultima Gemma nella Corona Divina. L'ultimo passo da compiere è ritrovare la Pietra del Re.
Re Silas, Dravus, Mira e i Paladini consegnano la Corona Divina a Talmuh, la quale spiega ai ragazzi che per trovare il luogo dove è nascosta la Pietra del Re dovranno prima raccogliere tre chiavi — uno scettro, una spada e una torcia —, che sono le chiavi per il Sentiero Divino. Nella propria borsa Mira trova una pergamena che li condurrà lungo il cammino; inoltre, Talmuh dichiara che è tempo per Cederic, Adaline ed Emmett di unirsi alla ricerca dei Paladini.
Il giorno dopo il gruppo scopre che anche il regno di Austeer è caduto. Re Silas riconosce la corona della Regina Aspasia nelle mani di un uomo Austeriano ferito, che sul braccio destro ha impressa la scritta «Nagoth noctume», la stessa frase che Tavora aveva sibilato a Dravus durante la loro conversazione allo specchio: l'arrivo della strega è ormai vicino, e che per mezzanotte la Legione Oscura attaccherà il castello. Secondo Re Silas, l'unica occasione per potersi salvare consiste nell'attivare la Cupola Celeste, che potrebbe creare uno scudo invincibile intorno a Oraa; il Re sorprende uno scoraggiato Dravus chiedendogli il suo prezioso supporto nella realizzazione della Cupola. Mentre Cederic e Adaline curano l'uomo ferito, Re Silas, Dravus e i Paladini si mettono all'opera.
Dravus spiega ai Paladini che la Cupola Celeste fu costruita a Everealm durante una grande guerra contro l'oscuro signore Verlox. La Cupola Celeste è alimentata da tre piccoli fari di forma piramidale, ognuno costruito in onore di una Parca: l'antico faro di Talmuh è collocato nella torre sud del castello e che deve essere attivato da un mago con abilità magiche senza pari (cioè Dravus), quello di Karu è ancora in piedi, mentre il faro di Solas deve essere ricostruito. Quando tutti e tre i fari lavorano in armonia, la Cupola Celeste allora si attiva creando uno scudo protettivo su tutto il regno che neppure Tavora potrà mai scalfire. I Paladini raggiungono il cortile e assemblano i pezzi del faro di Solas; mentre Re Silas e Dravus osservano i progressi dei Paladini, il sovrano si accorge che il bastone del mago ha un aspetto diverso (ciò a causa di Tavora). Nonostante gli sforzi di Dravus, l'attivazione del faro di Tamluh è più complicata del previsto, così Cederic e Adaline mandano Emmett — che durante la loro ultima discussione aveva rivelato di star imparando a usare la magia — ad aiutarlo. La Cupola Celeste viene completata e Oraa è finalmente al sicuro. Ava e Holden hanno dimostrato una forte capacità di leadership, ma le Parche chiedono che siano gli altri Paladini a decidere chi tra loro due meriti maggiormente il talismano, e il gruppo sceglie Holden. Re Silas avverte i Paladini che finché la Pietra del Re non sarà ritrovata, nessuno è realmente al sicuro da Tavora.
Mentre passeggiano da soli, Emmett spiega a Mila di aver saputo dallo zio che la frase «Nagoth noctume desparu ay desparu» significa «Quando la notte è più buia le profondità gridano alle profondità», e pare che la magia dei Ferali sia più forte che mai; non capiscono però a chi possa essere indirizzato questo messaggio. Nel frattempo, sempre tramite lo Specchio Mistoniano, Dravus chiede a Tavora di fargli conoscere le Profondità e mostrargli i Ferali, e la strega gli tende una mano.

### Episodio 5 -L'arrivo di Tavora
- Titolo originale: Tavora Is Coming

Dravus chiede a Tavora di giurare che risparmierà gli eredi di Sænctum, ma la strega gli dice che per secoli i loro antenati perseguitarono i praticanti di magia e chiunque temessero che minacciasse il loro potere, e gli mostra uno dei suoi ricordi.
Mentre i governanti scambiavano l'ultimo potere donatogli dalle Parche con piaceri e ricchezze, una giovane Tavora veniva punita dagli abitanti del suo villaggio (situato non lontano dal castello di Sænctum) per il piccolo potere che possedeva di natura, e la chiamavano "il mostro"; per questo motivo la esiliarono abbandonandola in mezzo alla foresta di Marwood dove udì il richiamo dei Ferali, che la trasportarono in una dimensione a metà tra Everealm e il loro mondo. Dopo la Grande Guerra dei Reami, i Ferali vennero esiliati nell'Oscurità, alla disperata ricerca di qualcuno che li liberasse. I Ferali videro il potenziale di Tavora, come ora lei afferma di vederlo in Dravus: con la Pietra del Re sbloccheranno le Profondità e liberare i Ferali, il mago diventerà re di Saenctum e potrà fare degli eredi ciò che vorrà. Dravus le chiede cosa vuole in cambio, e la strega risponde che dovrà dimostrargli che può fidarsi di lui.
Dopo aver chiacchierato un po', gli eredi accompagnano Mila e i Paladini in una foresta per iniziare la ricerca delle tre chiavi essenziali per trovare la Pietra del Re. Il gruppo studia una mappa incisa in una botola di legno: ciascun Paladino dovrà andare alla ricerca di tre anelli dello stesso colore della collana che indossano, che rappresentano altrettante virtù e che sono contrassegnate da delle rune; una volta trovate tutte le virtù, gli anelli libereranno lo scettro. Ava riesce a completare per prima la sfida e sblocca la custodia dello scettro, ottenendo un talismano per la sua determinazione. Nel frattempo, Dravus ruba la Corona Divina.
Il gruppo si reca al Tempio delle Parche, dove per la prima volta vedono Solas, la quale spiega che il suo ritorno è dovuto al legame che sta venendo restaurato tra le Parche ed Everealm. Ava mostra a Solas lo scettro — simbolo di giustizia e verità, elementi indispensabili affinché un regno possa sorgere — e lo porge a Re Silas, che dovrà tenerlo al sicuro. Intanto, Dravus non riesce a consegnare a Tavora la Corona Divina a causa della Cupola Celeste, perciò la strega gli ordina di trovare un diversivo per tenere occupati gli altri ed eliminare la Cupola.
La Cupola Celeste crolla e scompare, i fari non emettono più luce. Re Silas ordina a Emmett di cercare Dravus affinché entrambi possano sistemare la Cupola, poi ordina ai Paladini di restare per mettere in piedi la Sentinella, un sistema di difesa avanzato, ossia uno scudo d'energia usato per proteggere il castello e impedire ai prigionieri di fuggire. Cederic spiega che la Sentinella si trova verso i cancelli e che la sua fonte di energia si trova in una torre, e che il fascio di luce emesso deve arrivare alla Sentinella grazie a una serie di scudi specchiati. Gli sforzi purtroppo si rivelano inutili perché i prigionieri della Legione Oscura sono ormai già scappati. Re Silas è profondamente deluso da questo fallimento, inoltre viene a sapere che la Corona Divina è stata rubata.
Dravus consegna la Corona a Tavora, la quale comunica con i Paladini parlano attraverso una brace, schernendoli e annunciando la sua futura vittoria. Parlando con Emmett, Mila espone il senso di colpa per la sorte toccata a Re Magnus, dicendogli di rivedere molto di suo padre in tutti e tre gli eredi, ma in particolare in lui, rendendo anche chiaro di contraccambiare i suoi sentimenti sebbene ritenga che in questo momento ciò di cui lui ha più bisogno è un'amica.

### Episodio 6 -Tradimento dall'interno
- Titolo originale: Betrayal From Within

Adaline sogna di toccare lo scettro e di avere una visione che la mostra nelle vesti di regina.
Una affranto Re Silas annuncia ai Paladini che la ricerca è finita ed è tempo per loro di tornare nel proprio mondo, dove potranno proteggere la loro gente nel caso in cui Tavora dovesse prendere il controllo di Everealm ed espandersi oltre. Mila si oppone ed esorta i Paladini a parlare, dato che il fallimento li ha invece motivati ancora di più a dare il meglio di sé e a non abbandonare quest'importante causa. La sfera di Mila si illumina e nella pergamena compare un messaggio delle Parche, in cui esse tracciano una nuova rotta per i Paladini: questa è l'occasione per dimostrare che sono meritevoli e in possesso dello spirito dei veri eroi.
In privato, Adaline spiega allo zio che probabilmente a corte si nasconde un traditore, che lei ritiene sia Dravus, il quale origlia la conversazione. Adaline entra nell'alloggio di Dravus e scopre lo Specchio Mistoniano. Tavora cerca di irretirla promettendole il potere che desidera, ma la principessa rompe lo specchio gettandovi contro una sfera di vetro. Quando arriva Dravus, Adaline lo affronta minacciando di rivelare tutto a suo zio, ma il mago le cancella la memoria.
Dopo essersi allenati con varie armi, i Paladini vengono messi dinnanzi a un'altra prova: maneggiando un mazzafrusto dovranno far cadere il bersaglio dal trespolo senza far cadere il palo a cui è appoggiato, e solo i primi quattro andranno al prossimo round. I migliori sono Ava, Holden, David e Shaan: i due che respingeranno con uno scudo il maggior numero di palline di cannone passeranno al test finale. I migliori sono Shaan e David, che dovranno colpire più volte il più possibile al centro un bersaglio con una balestra. Il vincitore è David, che ottiene un talismano ed estrae la spada — seconda chiave per la Pietra del Re — da una roccia in mezzo al bosco.
Tornati al Tempio delle Parche, scoprono la ricomparsa dell'ultima di esse, Karu, che in precedenza aveva preso le sembianze di una mendicante per testare la bontà dei Paladini, e in particolare premia Myra e Toshani con due talismani perché sono state le prime a offrirle un aiuto. David consegna la spada a Re Silas e le Parche annunciano che, sebbene la Corona Divina sia stata rubata, la loro ricerca non è affatto finita e che manca una sola chiave per il Sentiero Divino.
Di ritorno al castello, il gruppo scopre che lo scettro è stato rubato dalla sala del trono da qualcuno che è tra loro. Inaspettatamente Re Silas accusa sua nipote Adaline di averlo rubato poiché lo scettro è stato ritrovato nei suoi alloggi, che solo poche ore prima lei aveva cercato di incolpare qualcun altro e che quindi avrebbe cercato di tradirli per tutto il tempo. In effetti Adaline si era comportata stranamente per tutto il giorno (evidentemente a causa dell'incantesimo fattole da Dravus). Nonostante le sue proteste, Re Silas le impedisce di partecipare ancora alla ricerca.
Cederic chiede a Dravus di trovare un modo per fargli oltrepassare la Cupola Celeste, non confidando nelle capacità dei Paladini, così da lottare per il suo popolo e riavere il trono. In più, il mago gli dice di non sottovalutare il potere di Tavora, e che un vero re di Sænctum ha bisogno di una spada potente. Istigato da queste parole, Cederic tocca la spada nella sala del trono e ha una visione di se stesso mentre sconfigge Tavora e viene incoronato re; prende quindi la spada e si allontana nella notte.

### Episodio 7 -Una luce nell'oscurità
- Titolo originale: A Light in the Darkness

Adaline segue Cederic fino ai confini di Oraa, ma non riesce a convincerlo a desistere dal suo proposito. Il generale Kane affronta la principessa a un duello durante il quale, a causa di un tatuaggio sul viso del generale che Adaline aveva visto anche sul braccio destro di Dravus, le tornano in mente i ricordi che il mago le aveva cancellato. Adaline riesce a respingere Kane, ma viene colpita in testa e sviene.
L'assenza dei due eredi aggrava la loro posizione, ma la priorità adesso è trovare l'ultima chiave per la Pietra del Re, una torcia, dovrà essere recuperata proprio a Marwood. La prova consiste nell'attraversare un labirinto e accendere la torcia usando uno degli otto cristalli di carbone sparsi per la struttura. Mila, mentre osserva l'operato dei ragazzi insieme a Emmett, inizia a dubitare di quest'ultimo perché lo vede più interessato a competere per il trono che altro, dicendogli, citando suo padre Re Magnus prima che questi perisse in battaglia, che «un regno diviso è già sconfitto». Serean è la prima a raggiungere e accendere la torcia, e per l'intelligenza dimostrata ottiene un talismano.
Serean consegna la torcia a Emmett, il quale ha una visione di Cederic imprigionato. Poco dopo Adaline fa ritorno e racconta di essere stata attaccata da un generale di Tavora e del tradimento di Dravus, che porta il marchio della Legione Oscura e che quando l'ha affrontato le ha fatto una sorta di incantesimo. Sebbene Tavora abbia la Corona Divina e sia in cerca della Pietra del Re, può ancora essere fermata dai Paladini. La Cupola Celeste viene nuovamente aperta, segno che la Legione Oscura si prepara all'attacco. Cederic è partito con la spada per affrontare personalmente Tavora, e questo dà adito alla visione di Emmett, che lo ha visto imprigionato in una gabbia dalla Legione Oscura. Mentre Adaline ed Emmett tornano al castello, il secondo spiega alla sorella che nella visione ha stranamente visto anche loro padre, ma omette di dirle di aver visto anche se stesso nei panni di re. Re Silas trova Dravus seduto sul suo trono e prova ad affrontarlo, ma il mago lo blocca con il suo bastone. L'intervento di Emmett e Adaline fa scappare Dravus, lo seguono fin nel suo alloggio e fanno un ultimo tentativo per convincerlo a tornare dalla loro parte, ma il mago dichiara che ormai è troppo tardi e, tramite lo Specchio Mistoniano, si teletrasporta altrove.
Mila e i Paladini raggiungono l'accampamento dove Cederic viene tenuto prigioniero, liberano sia lui che gli altri prigionieri e recuperano la spada. Holden viene onorato con il Marchio dell'Amicizia per aver dimostrato prontezza e perseveranza nel salvare Cederic. Una volta tornati a Oraa, le chiavi vengono restituite ai Paladini che le hanno rispettivamente trovate: lo scettro ad Ava, la spada a David e la torcia a Serean. Manca ormai poco affinché l'Unico Vero Eroe possa reclamare la Pietra del Re.

### Episodio 8 -L'Unico Vero Eroe
- Titolo originale: The One True Hero

Dravus finisce per qualche momento nella dimensione delle Profondità, dove un furioso Re Magnus lo biasima per aver tradito il regno. Quando ne esce si trova di fronte a Tavora, che gli spiega come quella sia solo la dimensione più superficiale, che c'è molto di più, e gli offre di unirsi ai suoi accoliti; il mago si sente tradito perché le ha dato la Corona Divina in cambio del trono di Oraa, ma la strega risponde che ci può essere un solo sovrano, cioè lei.
I Paladini giungono al Tempio delle Parche, dove Ava, David e Serean depongono le tre chiavi. Solo tre Paladini potranno sfidarsi per il titolo di Unico Vero Eroe. David può farlo di diritto avendo conquistato il maggior numero di talismani; Ava, Holden e Serean hanno ciascuno due talismani, e i Paladini scelgono di far avanzare Holden. Il terzo e ultimo Paladino scelto è Toshani.
Per prima cosa attraversano un lago con una barchetta, poi devono assemblare dei bastoni con ganci divisi in quattro pezzi per tirare giù dagli alberi dei nidi dove trovano un indizio che li indirizza al prossimo luogo, dove devono impilare dodici pietre una sopra l'altra in modo che non cadano, così da ottenere il prossimo indizio che li guida oltre il ponte, dove l'ultimo sforzo nell'arrampicarsi su una torre di pietra. Holden raggiunge per primo la cima della torre, recuperando il Cristallo di Fuoco che gli consente di reclamare la Pietra del Re al Tempio delle Parche, dove viene proclamato Unico Vero Eroe.
Il gruppo torna al castello di Oraa, ma non possono entrarvi direttamente perché ora è in mano alla Legione Oscura, perciò devono escogitare un piano. Grazie allo studio della magia, Emmett evoca in uno specchio d'acqua una visione che mostra l'arrivo di rinforzi della Legione Oscura, che non ha aspettato il loro ritorno perché la magia dei Ferali è più forte di notte. Intanto Tavora, che ora siede sul trono di Oraa, dice beffardamente a Re Silas, tenuto immobile da un incantesimo, che presto i suoi nipoti finiranno nelle Profondità.
Gli eredi vengono catturati dai seguaci di Tavora. I Paladini tentano nuovamente di attivare la Sentinella per proteggere il castello, stavolta riuscendoci, poi si fanno strada fino al cortile dell'armeria, dove sono pronti ad affrontare Tavora. Holden contrasta la strega grazie alla Pietra del Re, al che Tavora chiama Re Silas, soggiogato al suo potere, e minaccia di fargli uccidere i nipoti se i Paladini non le consegneranno la Pietra del Re. Mila si getta alle spalle di Re Silas e lo fa cadere, mentre Dravus, ormai definitivamente pentito e tornato dalla parte del bene, recupera la Corona Divina e la lancia a Holden, prima che Tavora lo teletrasporti altrove. Holden incastona la Pietra del Re nella Corona Divina e con il flusso d'energia emesso da essa riesce finalmente a distruggere Tavora.
Le Parche stabiliscono che Sænctum avrà una regina e due re, perché in Emmett, Adaline e Cederic albergano le virtù di Everealm. Nonostante questa battaglia sia stata vinta, Talmuh dichiara che l'oscurità tornerà, come ogni volta, e così sarà anche per la ricerca. Prima di tornare nel loro mondo, i Paladini vengono festeggiati e onorati a dovere, e a ciascuno viene donato un ciondolo a memoria della loro eroica impresa. Le cose sembrano volgere finalmente per il verso giusto, ma la sfera di Mila torna a brillare: devono tornare subito a Sænctum. Nel frattempo, Dravus si risveglia nelle Profondità trovandosi di fronte a uno dei Ferali.